# Гречанівка (Бориспільський район)
Гречáнівка — селище в Україні, у Яготинській міській громаді Бориспільського району Київської області. Населення становить 113 осіб. До 2020 року орган місцевого самоврядування — Черняхівська сільська рада.

## Історія
Селище засноване 1920 року.
На мапі 1941 - радгосп Гречано-Петровський.
12 червня 2020 року, відповідно до розпорядження Кабінету Міністрів України № 715-р «Про визначення адміністративних центрів та затвердження територій територіальних громад Київської області», Черняхівська сільська рада об'єднана з Яготинською міською громадою.
17 липня 2020 року, в результаті адміністративно-територіальної реформи та ліквідації Яготинського району, селище увійшло до складу Бориспільського району.